# Stichorkis
Stichorkis – rodzaj roślin z rodziny storczykowatych (Orchidaceae). Obejmuje 27 gatunków występujących w Azji Południowo-Wschodniej w takich krajach i regionach jak: Borneo, Komory, Indie, Jawa, Laos, Małe Wyspy Sundajskie, Malezja Zachodnia, Mauritius, Mjanma, Filipiny, Reunion, Sri Lanka, Celebes, Sumatra, Tajlandia, Wietnam.

## Systematyka
Rodzaj sklasyfikowany do plemienia Malaxideae, podrodzina epidendronowe (Epidendroideae), rodzina storczykowate (Orchidaceae), rząd szparagowce (Asparagales) w obrębie roślin jednoliściennych.
Wykaz gatunków
- Stichorkis arcuata (J.J.Sm.) P.O'Byrne
- Stichorkis asinacephala (W.Suarez & Cootes) W.Suarez & Cootes
- Stichorkis benguetensis (Ames) Cootes
- Stichorkis calcicola P.O'Byrne & P.T.Ong
- Stichorkis compressa (Blume) J.J.Wood
- Stichorkis cumingii (Ridl.) Cootes
- Stichorkis davidlohmanii Naive, Cootes & Ormerod
- Stichorkis distichis Thouars
- Stichorkis endertii (J.J.Sm.) J.J.Wood
- Stichorkis fragilis (Ames) Cootes
- Stichorkis gibbosa (Finet) J.J.Wood
- Stichorkis habbemensis Ormerod
- Stichorkis hawchengii P.O'Byrne & Gokusing
- Stichorkis jiewhoei P.O'Byrne & Gokusing
- Stichorkis laxipecten Ormerod
- Stichorkis leytensis (Ames) Cootes
- Stichorkis linearifolia (Ames) Cootes
- Stichorkis lingulata (Ames & C.Schweinf.) J.J.Wood
- Stichorkis lobongensis (Ames) J.J.Wood
- Stichorkis magnicallosa (Ames) Cootes
- Stichorkis marafungae Ormerod
- Stichorkis mieczyslawiana Marg.
- Stichorkis mucronata (Blume) J.J.Wood
- Stichorkis pandurata (Ames) J.J.Wood
- Stichorkis prava (Ames) Cootes
- Stichorkis tdidibakla Ormerod
- Stichorkis vinkiana Ormerod